# Ivana Chřibková
Ivana Chřibková (* 22. března 1981 Štěpánkovice u Opavy) je česká spisovatelka.

## Život
Narodila se ve Štěpánkovicích (okr. Opava). Po studiích na střední škole začala pracovat pro kulturní rubriku opavského týdeníku Kamelot. Později pro deník Svoboda v Ostravě. Po práci na několika charitativních projektech se rozhodla přestěhovat do Prahy. Dostala místo redaktorky týdeníku Ano televize Nova. Na Nově potom zůstala ještě dalších deset let.[zdroj?]
Z pozice redaktorky printového týdeníku postoupila na pozici redaktor webových stránek televize. Z pozice redaktorky povýšila na pozici editorky, která online zpracovávala první reality show České a později ČeskoSlovenské SuperStar a také ostatních pěveckých show. Později se stala šéfredaktorkou redakce webu nova.cz.[zdroj?]
Po online kariéře dostala nabídku pracovat jako producent a scenárista pořadu Volejte Novu. Po těchto zkušenostech se rozhodla kariéru na Nově ukončit. Přestěhovala se do španělské Andalusie, kde napsala svou první knihu. Druhá kniha vznikla ve Leedsu v Anglii. Třetí kniha s názvem Kdoule, kterou psala na cestě po Asii a dokončila ji doma v Praze, vyšla v nakladatelství Bookmedia Ostrava v roce 2019. V následujícím roce vyšla také audio verze této knihy, kde hlavní představitelku opět namluvila Vanda Hybnerová.[zdroj?]

## Dílo
Kniha
- Suchý hadr na dně mořském, 2015
- Když to tam není, tak to tam nehledej, 2017
- Kdoule, 2019

Audiokniha
- Suchý hadr na dně mořském, načetla Vanda Hybnerová, 2016
- Když to tam není, tak to tam nehledej, načetla Vanda Hybnerová, 2018
- Kdoule, načetla Vanda Hybnerová, 2020